# Jilm u Hvězdy
Jilm u Hvězdy byl památný strom jilm horský (Ulmus glabra) v CHKO Slavkovský les. Rostl v nadmořské výšce 600 m u lesní cesty při okraji oploceného pozemku hájenky Hvězda, asi 1 km severně od obce Valy, 4 km západně od Mariánských Lázní v okrese Cheb v Karlovarském kraji. Přibližně 50 metrů od památného stromu se nachází západní okraj aleje památných stromů s názvem Alej Svobody. Jeho zdravotní stav byl v době vyhlášení hodnocen jako dobrý až zhoršený. Obvod kmene měřil 425 cm, vysoko nasazená koruna sahala do výšky 25 m (měření 2019).
Strom byl chráněn od roku 2019 pro svůj vzrůst. Takto mohutný a starý jilm již v oblasti neroste. Při pravidelné kontrole dne 7. června 2023 bylo shledáno, že strom má pouze zbytkovou vitalitu a téměř celá koruna je odumřelá. Ochrana stromu byla zrušena 22. ledna 2024.

## Stromy vokolí
- Alej Svobody
- Král smrků
- Valský jasan
- Buky u kostela Nanebevzetí Panny Marie
- Javor u Ferdinandova pramene
- Dub u zámeckého statku